# تحقیقات دیوان کیفری بین‌المللی

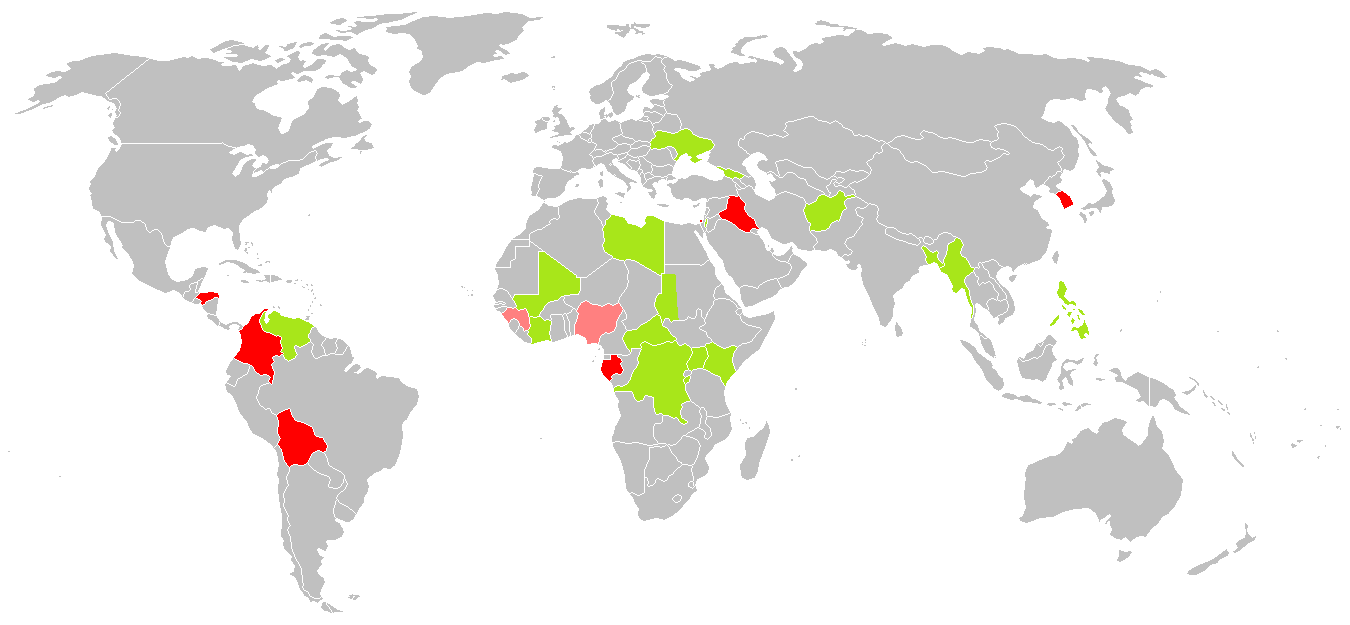
بررسی و تحقیقات دیوان کیفری بین‌المللی از مارس ۲۰۱۶ سبز: تحقیقات رسمی (بوروندی)، جمهوری مرکزی آفریقا ۱ و۲ ساحل عاج؛ دارفور، سودان؛ جمهوری دموکراتیک کنگو؛ جورجیا؛ کنیا؛ لیبی؛ مالی؛ اوگاندا؛ و بنگلادش / میانمار قرمز روشن: تحقیقات مقدماتی ادامه‌دار (افغانستان، کلمبیا، گینه، عراق، نیجریه، فلسطین، فیلیپین، اکراین، ونزوئلا و تبعید مردم روهینگیا از میانمار به بنگلادش) قرمز تیره: بسته شدن تحقیقات مقدماتی بی‌نتیجه (کومور، هندوراس و کره)

تحقیقات دیوان کیفری بین‌المللی (انگلیسی: International Criminal Court investigations) تا کنون تحقیقات در مورد ۱۲ کیس یا موقعیت را در دستور کار قرار داده:
از جمله بوروندی و جمهوری آفریقای مرکزی ۱ و۲، ساحل عاج؛ دارفور، سودان؛ جمهوری دموکراتیک کنگو؛ جورجیا؛ کنیا؛ لیبی؛ مالی؛ اوگاندا؛ و بنگلادش / میانمار. علاوه بر این، دفتر دیوان کیفری بین‌المللی ده کیس دیگر را در افغانستان، بنگلادش / میانمار؛ کلمبیا؛ گینه؛ عراق / انگلستان؛ نیجریه؛ فلسطین؛ فیلیپین؛ اوکراین؛ و ونزوئلا تحقیقات مقدماتی را انجام داده است؛ و در آوریل ۲۰۱۷. به عنوان مثال تحقیقات مقدماتی در گابن بسته شد. همچنین تحقیقات مربوط به هندوراس؛ کشتی‌های ثبت شده کومور، یونان و کامبوج؛ کره جنوبی؛ و ونزوئلا در ۱ ژوئیه ۲۰۰۲ بسته شد.
دادگاه‌های مقدماتی پیش از محاکمه توسط دیوان کیفری کیفرخواست ۴۴ نفر را به‌طور علنی اعلام کرد. کمیته بین‌المللی حقوق بشر (ICC) برای ۳۶ نفر حکم دستگیری صادر کرده و هشت نفر دیگر را به دیوان کیفری احضار کرده است و شش نفر در بازداشت به سر می‌برند. دادرسی‌ها علیه ۲۲ پرونده ادامه دارد: ۱۵ نفر جزو افراد فراری هستند، یک نفر نیز در بازداشت است اما در بازداشت دیوان کیفری نیست، دو نفر در مرحله قبل از محاکمه و چهار نفر در پروسه قانونی دادگاه قرار دارند. مراحل رسیدگی به ۲۲ مورد تقریباً به اتمام رسیده است: دو نفر در حال گذراندن حکم خود هستند، چهار نفر حکم خود را به اتمام رسانده‌اند، دو مورد تبرئه شده‌اند، شش مورد نیز اتهامات علیه خود را رد کرده‌اند، دو مورد نیز اتهامات خود را پس گرفته‌اند، یک پرونده غیرقابل قبول اعلام شده است و چهار نفر هم قبل از موعد محاکمه درگذشتند.
از سپتامبر ۲۰۱۰، دفتر دادستانی ۸٬۸۷۴ مورد جرائم ادعایی دریافت کرده بود که پس از بررسی اولیه، ۴٬۰۰۲ مورد از این جرائم «آشکارا خارج از صلاحیت دادگاه» عنوان شده و رد شد.